# McCormick (Washington)
McCormick az Amerikai Egyesült Államok északnyugati részén, Washington állam Lewis megyéjében elhelyezkedő önkormányzat nélküli település.
McCormick postahivatala 1899 és 1929 között működött. A település névadója H. McCormick faipari üzletember.

## Fordítás
- Ez a szócikk részben vagy egészben  a   McCormick, Washington című angol Wikipédia-szócikk ezen változatának fordításán alapul.  Az eredeti cikk szerkesztőit annak laptörténete sorolja fel. Ez a jelzés csupán a megfogalmazás eredetét és a szerzői jogokat jelzi, nem szolgál a cikkben szereplő információk forrásmegjelöléseként.